# Sofie Ribbing
Sofie Ribbing   (Adelöv parish, 6 de març de 1835 - Oslo, 7 de desembre de 1894) va ser una pintora sueca de l'escola de Düsseldorf. Es va especialitzar en retrats i escenes de gènere, sovint col·locades en entorns familiars.

## Biografia

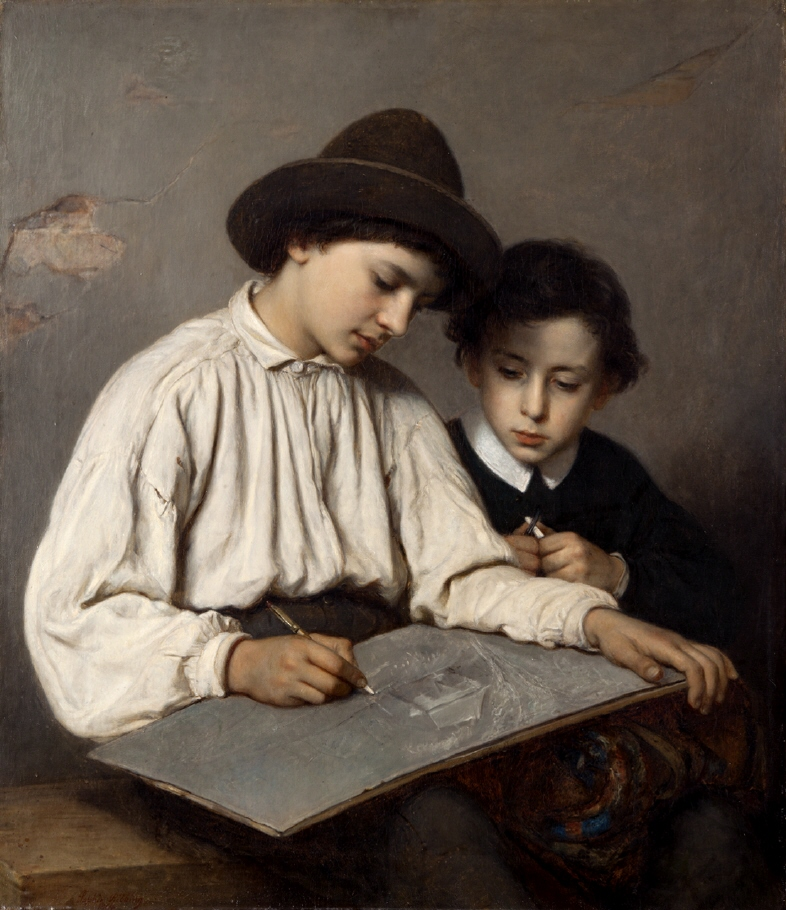
Nois dibuixant (1864)
Museu d'Art de Göteborg

Va néixer a Adelöv al comtat de Jönköping, Suècia. Era filla de Per Arvid Ribbing i Carolina Augusta Ehrencrona. El seu pare era el president del tribunal de districte local (Häradshövding). Quan només tenia quatre anys, la seva família es va traslladar a la parròquia de Hakarp, més a prop de Jönköping. A partir de 1850, va estudiar a la Reial Acadèmia Sueca de Belles Arts, després es va traslladar a la Kunstakademie Düsseldorf, on va estudiar amb Karl Ferdinand Sohn, que més tard es convertiria en el president de l'Acadèmia.
Més tard va anar a París i va trobar un lloc als estudis de Jean-Baptiste-Ange Tissier, després va continuar els seus estudis a Brussel·les amb el pintor i gravador Louis Gallait. Durant la dècada de 1860, tenia un estudi a Copenhaguen. El 1866, sota el patrocini de Gallait, va fer la seva primera exposició al Saló de Brussel·les. Aquell mateix any, va tenir una exitosa exposició a l’Exposició Industrial d'Estocolm. Més tard va fer llargues visites a Londres, on va fer exposicions el 1872 i 1888, i La Haia. També va estar a Roma amb la seva amiga, la pintora Agnes Börjesson. Ella mai es va casar. Va morir el 1894 a Christiania (actual Oslo) mentre visitava Noruega.
Les seves obres es poden veure al Nationalmuseum, Göteborgs konstmuseum i la National Gallery of Noruega. L'any 2016, la Junta del Patrimoni Nacional Suec va triar el seu quadre Nois dibuixant (1864) com una de les obres que representarien Suècia per a "Europeana 280"; una celebració del patrimoni artístic compartit d'Europa.